# Anel noetheriano

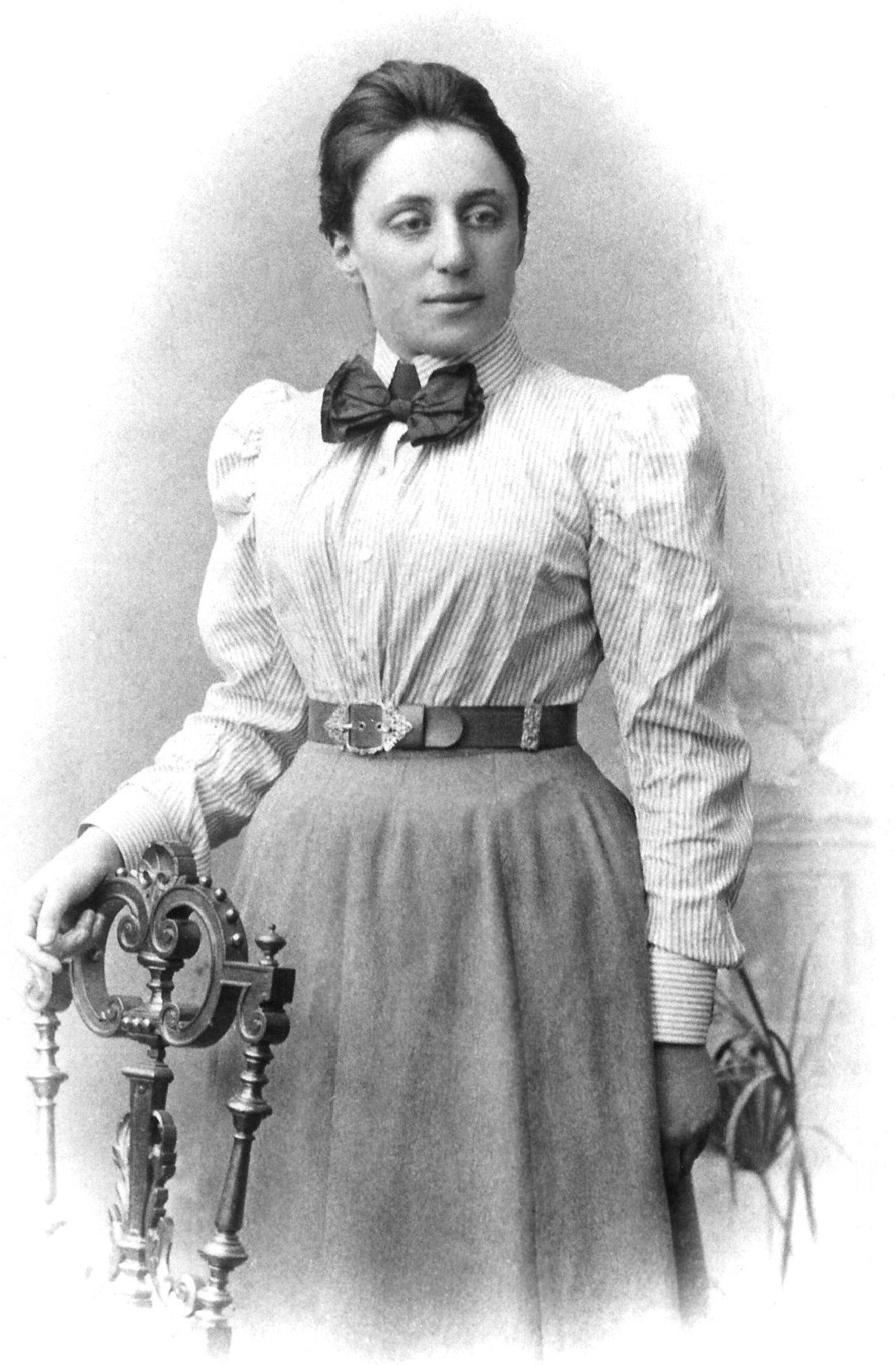
Pintura da matemática Emmy Nother

Em álgebra abstracta, um anel noetheriano é um anel comutativo que satisfaz a condição da cadeia ascendente para ideais.
O termo noetheriano é uma homenagem à matemática alemã Emmy Noether.
Anéis de polinômios sobre corpos possuem muitas propriedades especiais; propriedades que derivam do fato de que anéis polinomiais não são em certo sentido "grandes demais". Emmy Noether descobriu que uma propriedade fundamental dos anéis de polinômios é a propriedade da cadeia ascendente para ideais.
Para anéis não-comutativos, devemos fazer algumas distinções entre conceitos similares:
- Um anel é dito noetheriano à esquerda caso satisfaça a condição da cadeia ascendente para ideais à esquerda.
- Um anel é dito noetheriano à direita caso satisfaça a condição da cadeia ascendente para ideais à direita.
- Um anel é dito noetheriano caso seja noetheriano tanto à esquerda quanto à direita.

Para anéis comutativos as três definições coincidem.

## Caracterização dos anéis noetherianos
Existem outras definições equivalentes para anel noetheriano:
- Todo ideal {\displaystyle I} é finitamente gerado, isto é, existem {\displaystyle a_{1},...,a_{n}} em {\displaystyle R} tais que todo elemento de {\displaystyle I} pode ser escrito na forma {\displaystyle r_{1}a_{1}+...+r_{n}a_{n},} onde {\displaystyle \{r_{1},...,r_{n}\}\subset R.}[1]
- Todo subconjunto não-vazio de ideais de {\displaystyle R} possui ideal maximal com respeito à inclusão.[1]

Resultados similares existem para anéis noetherianos à esquerda e à direita.
É sabido que para um anel comutativo {\displaystyle R,} se todo ideal primo for finitamente gerado, então {\displaystyle R} é noetheriano.

## Utilização dos anéis noetherianos
A propriedade noetheriana é central na teoria dos anéis e em áreas que utilizam de forma intensiva o conceito de anéis, como a geometria algébrica e a teoria de singularidades. A razão para isto é que a propriedade noetheriana é uma espécie de conceito de finitude na teoria dos anéis. Por exemplo, a propriedade noetheriana de que todo anel de polinômios com coeficientes em um dado corpo é noetheriano permite-nos provar que um sistema infinito de equações polinomiais pode ser substituído por um sistema finito de equações polinomiais com as mesmas soluções.
Como outra aplicação, mencionamos o teorema do ideal principal de Krull: todo ideal principal em um anel comutativo noetheriano tem altura um. Este foi o primeiro resultado a sugerir que os anéis noetherianos constituem uma profunda teoria da dimensão.

## Exemplos
- O anel dos inteiros {\displaystyle \mathbb {Z} .}
- Qualquer corpo, pois um corpo possui apenas os ideais triviais.
- {\displaystyle k[x],} onde {\displaystyle k} é um corpo.

Temos também os seguintes exemplos de anéis que não são noetherianos:
- O anel dos polinômios em infintas variáveis, {\displaystyle X_{1},X_{2},X_{3},\ldots } A sequência de ideais {\displaystyle (X_{1}),(X_{1},X_{2}),(X_{1},X_{2},X_{3}),\ldots } é ascendente, e não é estacionária.
- O anel {\displaystyle F} das funções contínuas de {\displaystyle \mathbb {R} .} Definindo para cada inteiro positivo {\displaystyle I_{n}=\{f\in F\mid f(k)=0,\forall k\in \{0,...,n\}\},} temos que a cadeia de ideais {\displaystyle \{I_{n}\}_{n\in \mathbb {N} }} não é estacionária.

## Propriedades
- Pelo teorema da base de Hilbert, {\displaystyle \mathbb {R} [x]} é noetheriano.
- Toda álgebra comutativa finitamente gerada sobre um corpo é um noetheriana.
- Todo anel artiniano à esquerda, (resp. à direita), é um anel noetheriano à esquerda, (resp. à esquerda), pelo teorema de Akizuki-Hopkins-Levitzki.
- Um anel {\displaystyle R} é noetheriano à esquerda se, e somente se, todo {\displaystyle R}-módulo é um módulo noetheriano.